# Melody (Vorname)
Melody ist ein weiblicher Vorname. Er leitet sich vom englischen Wort melody für Melodie ab. Das Wort hat seinen Ursprung in den altgriechischen Wörtern  μέλος (melos, Lied) und ἀείδω (aeido, singen). Der Name ist in den Vereinigten Staaten seit Mitte des 20. Jahrhunderts gebräuchlich.

## Varianten
- Französisch: Mélodie, Mélody
- Spanisch: Mélody

## Namensträgerinnen
- Melody Anderson (* 1955), kanadische Schauspielerin
- Melody Beattie (1948–2025), US-amerikanische Schriftstellerin
- Mélody Benhamou (* 1983), französische Beachvolleyballspielerin
- Melody B. Choi (* 2001), kanadische Schauspielerin
- Mélodie Daoust (* 1992), kanadische Eishockeyspielerin
- Melody Gardot (* 1985), US-amerikanische Singer-Songwriterin
- Mélody Johner (* 1984), Schweizer Reitsportlerin
- Mélody Julien (* 1999), französische Leichtathletin (Langstreckenlauf)
- Melody Kay (* 1979), US-amerikanische Schauspielerin
- Melody Klaver (* 1990), niederländische Schauspielerin
- Melody Ludi (* 1985), englische Tennisspielerin
- Melody Miyuki Ishikawa (* 1982), japanisch-amerikanische Sängerin
- Melody Prochet (* 1987), französische Indie-Musikerin
- Melody Sucharewicz (* 1980), israelische Politikberaterin
- Melody Thomas Scott (* 1956), US-amerikanische Schauspielerin
- Melody Thornton (* 1984), US-amerikanische Sängerin
- Mélodie Zhao (* 1994), Schweizer Pianistin und Komponistin